# Associazione Calcio Rimini 1912 2013-2014
Questa voce raccoglie le informazioni riguardanti l'Associazione Calcio Rimini 1912 nelle competizioni ufficiali della stagione 2013-2014.

## Stagione
Con la riforma dei campionati che sancisce l'unificazione della Lega Pro di Prima e Seconda Divisione, il campionato 2013-2014 prevede la qualificazione di 9 squadre alla nuova serie C e la retrocessione delle restanti 9 in serie D.
Il 2 ottobre il Rimini riceve un punto di penalizzazione per violazioni al regolamento CO.VI.SO.C, oltre all'inibizione per 4 mesi del presidente Biagio Amati. L'avvio di stagione è comunque positivo, dopo 13 giornate la squadra occupa il 3º posto solitario in classifica.
A dicembre si paventa l'ingresso in società dell'imprenditore mantovano Pier Vittorio Belfanti, ma la trattativa sfuma. Dopo la prima giornata del girone di ritorno i biancorossi scendono in 9ª posizione, che equivale alla zona spareggi. Sempre nel mese di gennaio il presidente Biagio Amati rassegna le proprie dimissioni: al suo posto accetta l'incarico Fabrizio De Meis, proprietario della discoteca Cocoricò e fino a quel momento presidente del settore giovanile.
Complice l'aggravarsi della classifica, il 24 aprile viene esonerato il tecnico Marco Osio e chiamato Francesco Buglio come nuovo allenatore. La permanenza di Buglio sulla panchina riminese si rivela però breve, poiché dopo 3 partite (due pareggi e una sconfitta) viene richiamato lo stesso Osio.
A marzo lascia il suo ruolo di DS Mauro Traini, già contestato dalla tifoseria e in seguito criticato pubblicamente anche dal presidente De Meis, che lo accusò di aver tesserato in una stagione un largo numero di giocatori, molti dei quali mai impiegati o con poche presenze all'attivo.
Due settimane più tardi viene messo fuori rosa l'attaccante Alessandro Cesca, protagonista di alcuni gestacci rivolti ai tifosi riminesi dopo la sconfitta di Porto Tolle.
Nel frattempo la situazione di classifica peggiora e il Rimini arriva all'ultima giornata senza essere padrone del proprio destino. Il pareggio del Romeo Menti sul campo del Real Vicenza non è sufficiente a garantire l'accesso agli spareggi, ma anche in caso di vittoria, gli altri risultati concomitanti avrebbero decretato la retrocessione in Serie D.
Al termine del campionato il presidente De Meis, confermando di voler rimanere ugualmente alla guida del club, annuncia di aver denunciato la vecchia proprietà con l'ipotesi di falso in bilancio e truffa.

## Divise e sponsor
Lo sponsor tecnico è, per l'ultimo anno, Macron. La classica maglia a scacchi viene accompagnata in alcune partite da pantaloncini bianchi, in altre da pantaloncini rossi. La seconda divisa è simile a quella dell'anno precedente con una striscia biancorossa sul petto, ma si presenta di colore blu anziché nera. La terza divisa è bianca con inserti rossi.
| Casa | Trasferta | Terza Divisa |

## Rosa
| N. |                   | Ruolo | Calciatore          |
| -- | ----------------- | ----- | ------------------- |
|    | Italia (bandiera) | P     | Francesco Scotti    |
|    | Italia (bandiera) | P     | Mattia Migani       |
|    | Italia (bandiera) | P     | Alessandro Zanier   |
|    | Italia (bandiera) | D     | Ramzi Aya           |
|    | Italia (bandiera) | D     | Andrea Brighi       |
|    | Italia (bandiera) | D     | Matteo Ferrari      |
|    | Italia (bandiera) | D     | Marco Gasperoni     |
|    | Italia (bandiera) | D     | Riccardo Martinelli |
|    | Italia (bandiera) | D     | Roberto Rosini      |
|    | Italia (bandiera) | D     | Samuele Sereni      |
|    | Italia (bandiera) | D     | Giovanni Tomi       |
|    | Italia (bandiera) | D     | Luca Vittori        |
|    | Italia (bandiera) | C     | Armando Amati       |
|    | Italia (bandiera) | C     | Marco Brighi        |
|    | Italia (bandiera) | C     | Lorenzo Degeri      |
|    | Italia (bandiera) | C     | Salvatore Del Sole  |
|    | Grecia (bandiera) | C     | Konstantinos Drizis |

| N. |                    | Ruolo | Calciatore              |
| -- | ------------------ | ----- | ----------------------- |
|    | Panama (bandiera)  | C     | Eric Herrera            |
|    | Italia (bandiera)  | C     | Elio Nigro              |
|    | Italia (bandiera)  | C     | Andrea Renzi            |
|    | Italia (bandiera)  | C     | Matteo Sartori          |
|    | Italia (bandiera)  | C     | Marco Spinosa           |
|    | Italia (bandiera)  | C     | Luca Valeriani          |
|    | Italia (bandiera)  | A     | Pierluigi Baldazzi      |
|    | Italia (bandiera)  | A     | Cristiano Bussi         |
|    | Italia (bandiera)  | A     | Giovanbattista Catalano |
|    | Italia (bandiera)  | A     | Alessandro Cesca        |
|    | Senegal (bandiera) | A     | Ameth Fall              |
|    | Italia (bandiera)  | A     | Francesco Maio          |
|    | Italia (bandiera)  | A     | Francesco Morga         |
|    | Italia (bandiera)  | A     | Francesco Nicastro      |
|    | Romania (bandiera) | A     | Sorin Rădoi             |
|    | Italia (bandiera)  | A     | Andrea Zanigni          |

## Calciomercato

### Sessione estiva(dal 1/7 al 1/9)
| Acquisti | Acquisti                    | Acquisti             | Acquisti      |
| R.       | Nome                        | da                   | Modalità      |
| -------- | --------------------------- | -------------------- | ------------- |
| P        | Alessandro Zanier           | svincolato           | definitivo    |
| D        | Riccardo Martinelli         | Bellaria Igea Marina | definitivo    |
| D        | Samuele Sereni              | svincolato           | definitivo    |
| D        | Lorenzo Signorini           | Misano               | fine prestito |
| C        | Salvatore Del Sole          | San Marino           | definitivo    |
| C        | Konstantinos Drizis         | svincolato           | definitivo    |
| C        | Andrea Renzi                | svincolato           | definitivo    |
| C        | Matteo Sartori              | svincolato           | definitivo    |
| C        | Gabriele Aniello Ciccarelli | Misano               | fine prestito |
| C        | Marco Spinosa               | svincolato           | definitivo    |
| A        | Cristiano Bussi             | svincolato           | definitivo    |
| A        | Giovanbattista Catalano     | Parma                | prestito      |
| A        | Ameth Fall                  | Catania              | prestito      |
| A        | Francesco Nicastro          | Catania              | comproprietà  |

| Cessioni | Cessioni                    | Cessioni       | Cessioni      |
| R.       | Nome                        | a              | Modalità      |
| -------- | --------------------------- | -------------- | ------------- |
| P        | Alessandro Semprini         | Romagna Centro | definitivo    |
| D        | Andrea Barone               |                | svincolato    |
| D        | Davide Mandorlini           |                | svincolato    |
| D        | Mirko Palazzi               | Cosenza        | definitivo    |
| D        | Lorenzo Signorini           | Mezzolara      | definitivo    |
| D        | Fabio Vignati               |                | svincolato    |
| C        | Leonardo Bianchi            | Empoli         | fine prestito |
| C        | Gabriele Aniello Ciccarelli |                | svincolato    |
| C        | Mattia Maita                | Reggina        | fine prestito |
| C        | Daniel Onescu               | Grosseto       | definitivo    |
| C        | Mirco Spighi                | Alessandria    | definitivo    |
| A        | Manuel Marras               | Spezia         | fine prestito |
| A        | Riccardo Taddei             | Alessandria    | definitivo    |

### Sessione invernale(dal 7/1 al 1/2)
| Acquisti | Acquisti         | Acquisti             | Acquisti   |
| R.       | Nome             | da                   | Modalità   |
| -------- | ---------------- | -------------------- | ---------- |
| P        | Mattia Migani    | San Marino           | prestito   |
| D        | Ramzi Aya        | Reggiana             | definitivo |
| D        | Giovanni Tomi    | Pavia                | definitivo |
| C        | Lorenzo Degeri   | Cremonese            | prestito   |
| C        | Eric Herrera     | Avellino             | prestito   |
| C        | Elio Nigro       | Ischia Isolaverde    | definitivo |
| A        | Alessandro Cesca | Bellaria Igea Marina | definitivo |
| A        | Sorin Radoi      | Santarcangelo        | prestito   |

| Cessioni | Cessioni                | Cessioni             | Cessioni      |
| R.       | Nome                    | a                    | Modalità      |
| -------- | ----------------------- | -------------------- | ------------- |
| D        | Samuele Sereni          | SPAL                 | definitivo    |
| C        | Armando Amati           | Bellaria Igea Marina | definitivo    |
| C        | Konstantinos Drizis     |                      | svincolato    |
| C        | Luca Valeriani          | San Marino           | definitivo    |
| A        | Giovanbattista Catalano | Parma                | fine prestito |
| A        | Francesco Morga         | Alessandria          | definitivo    |
| A        | Andrea Zanigni          |                      | svincolato    |

## Risultati

### Lega Pro Seconda Divisione

#### Girone di andata
| Arbitro: | Mainardi (Bergamo) |

|                                     |           |                   |
| Pietribiasi 40’, 84’ Berrettoni 41’ | Marcatori | 28’, 39’ Nicastro |

| Arbitro: | Balice (Termoli) |

|                                                         |           |                |
| Baldazzi 11’ Spinosa 14’ Nicastro 45’ Prizio 62’ (aut.) | Marcatori | 41’ Tettamanti |

| Arbitro: | Caso (Verona) |

|         |           |              |
| Cola 8’ | Marcatori | 85’ Nicastro |

| Arbitro: | Di Martino (Teramo) |

|              |           |  |
| Nicastro 50’ | Marcatori |  |

| Arbitro: | Aversano (Treviso) |

|                           |           |                    |
| Sinigaglia 9’, 90’ (rig.) | Marcatori | 4’, 78’ Ameth Fall |

| Arbitro: | Morreale (Roma) |

|                 |           |  |
| Baldazzi 90'+1’ | Marcatori |  |

| Arbitro: | Boggi (Salerno) |

|            |           |              |
| Scotto 88’ | Marcatori | 38’ Baldazzi |

| Arbitro: | Illuzzi (Molfetta) |

|               |           |  |
| Valeriani 88’ | Marcatori |  |

| Arbitro: | Capraro (Cassino) |

|                                           |           |                                       |
| Masini 37’ De Respinis 83’ N. Zanetti 86’ | Marcatori | 7’, 42’ Nicastro 90'+3’ R. Martinelli |

| Arbitro: | Giovani (Grosseto) |

|                                  |           |                       |
| R. Martinelli 27’ Ameth Fall 58’ | Marcatori | 63’ (rig.) Varricchio |

| Arbitro: | Strippoli (Bari) |

|  |           |                   |
|  | Marcatori | 85’ R. Martinelli |

| Arbitro: | Amoroso (Paola) |

|                  |           |                                 |
| Valeriani 90'+4’ | Marcatori | 30’ (rig.) Ruffini 36’ D. Rossi |

| Arbitro: | Catona (Reggio Calabria) |

|                            |           |             |
| Nicastro 82’ Valeriani 90’ | Marcatori | 7’ M. Conti |

| Arbitro: | Abisso (Palermo) |

|                 |           |  |
| Evangelisti 38’ | Marcatori |  |

| Rimini 8 dicembre 2013, ore 14:30 CET 15ª giornata | Rimini             | 0 – 0 referto | Cuneo | Stadio Romeo Neri\| Arbitro: \| Zanonato (Vicenza) \| |
| Arbitro:                                           | Zanonato (Vicenza) |               |       |                                                       |

| Arbitro: | Mainardi (Bergamo) |

|                              |           |  |
| Bonvissuto 43’ F. Foglia 64’ | Marcatori |  |

| Arbitro: | Lacagnina (Caltanissetta) |

|                                 |           |                                                          |
| Ameth Fall 28’, 65’ Spinosa 60’ | Marcatori | 18’ (rig.) Rebecchi 20’, 77’ D. Alessandro 40’ Lavagnoli |

#### Girone di ritorno
| Arbitro: | Greco (Lecce) |

|  |           |                |
|  | Marcatori | 71’ Maistrello |

| Arbitro: | Catona (Reggio Calabria) |

|              |           |                          |
| Campanaro 1’ | Marcatori | 16’ Radoi 25’ Ameth Fall |

| Arbitro: | Morreale (Roma) |

|          |           |           |
| Maio 75’ | Marcatori | 85’ Obeng |

| Arbitro: | Boggi (Salerno) |

|                       |           |                |
| Ameth Fall 39’ (aut.) | Marcatori | 45’ Ameth Fall |

| Arbitro: | Oliveri (Palermo) |

|                       |           |                                |
| Ameth Fall 62’ (rig.) | Marcatori | 39’ (rig.) Gasbarroni 89’ Vita |

| Arbitro: | Prontera (Bologna) |

|  |           |             |
|  | Marcatori | 84’ Spinosa |

| Rimini 16 febbraio 2014, ore 14:30 CET 24ª giornata | Rimini               | 0 – 0 referto | Alessandria | Stadio Romeo Neri\| Arbitro: \| Cifelli (Campobasso) \| |
| Arbitro:                                            | Cifelli (Campobasso) |               |             |                                                         |

| Arbitro: | Ripa (Nocera Inferiore) |

|                |           |  |
| Bardelloni 29’ | Marcatori |  |

| Arbitro: | Dei Giudici (Latina) |

|                |           |              |
| Ameth Fall 87’ | Marcatori | 10’ Floriano |

| Arbitro: | Pezzuto (Lecce) |

|                                   |           |  |
| Fantoni 32’ Varricchio 42’ (rig.) | Marcatori |  |

| Rimini 16 marzo 2014, ore 14:30 CET 28ª giornata | Rimini           | 0 – 0 referto | Virtus Vecomp Verona | Stadio Romeo Neri\| Arbitro: \| Ranaldi (Tivoli) \| |
| Arbitro:                                         | Ranaldi (Tivoli) |               |                      |                                                     |

| Arbitro: | Di Martino (Teramo) |

|                          |           |  |
| Munarini 35’ Oliboni 49’ | Marcatori |  |

| Arbitro: | Formato (Benevento) |

|              |           |           |
| Laurenti 17’ | Marcatori | 90+2’ Aya |

| Arbitro: | Bellotti (Verona) |

|                     |           |           |
| Ameth Fall 69’, 84’ | Marcatori | 47’ Cejas |

| Cuneo 13 aprile 2014, ore 15:00 CEST 32ª giornata | Cuneo         | 0 – 0 referto | Rimini | Stadio Fratelli Paschiero\| Arbitro: \| Marini (Roma) \| |
| Arbitro:                                          | Marini (Roma) |               |        |                                                          |

| Arbitro: | Cifelli (Campobasso) |

|                      |           |  |
| M. Brighi 49’ (rig.) | Marcatori |  |

| Arbitro: | Illuzzi (Molfetta) |

|                   |           |                                |
| Caporali 19’, 66’ | Marcatori | 45’ (rig.) M. Brighi 75’ Nigro |

### Coppa Italia di Lega Pro

#### Fase a gironi
| Arbitro: | Ros (Pordenone) |

|                                         |           |              |
| Brunori Sandri 65’ Alessi 90'+4’ (rig.) | Marcatori | 89’ Baldazzi |

| Arbitro: | Cifelli (Campobasso) |

|                              |           |              |
| Del Sole 21’, 90+2’ Nicastro | Marcatori | 68’ D'Angelo |

#### Fase ad eliminazione diretta
| Arbitro: | Capilungo (Lecce) |

|                                           |           |                |
| Vegnaduzzo 3’ Falzerano 68’ Malatesta 85’ | Marcatori | 45'+1’ Zanigni |